# Janvier 1805

## Événements

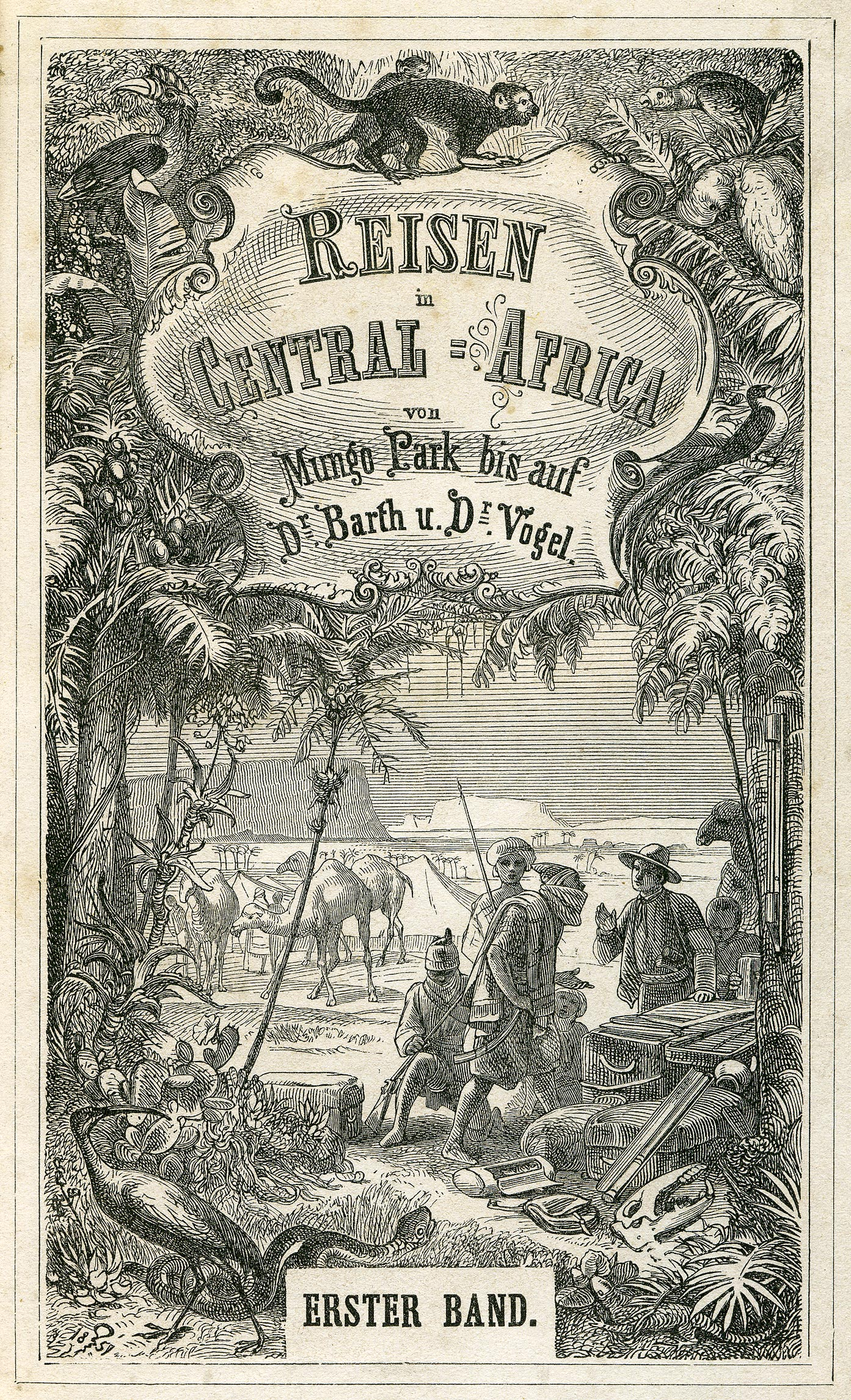
Les Voyages de Mungo Park, couverture d'un livre paru en 1859

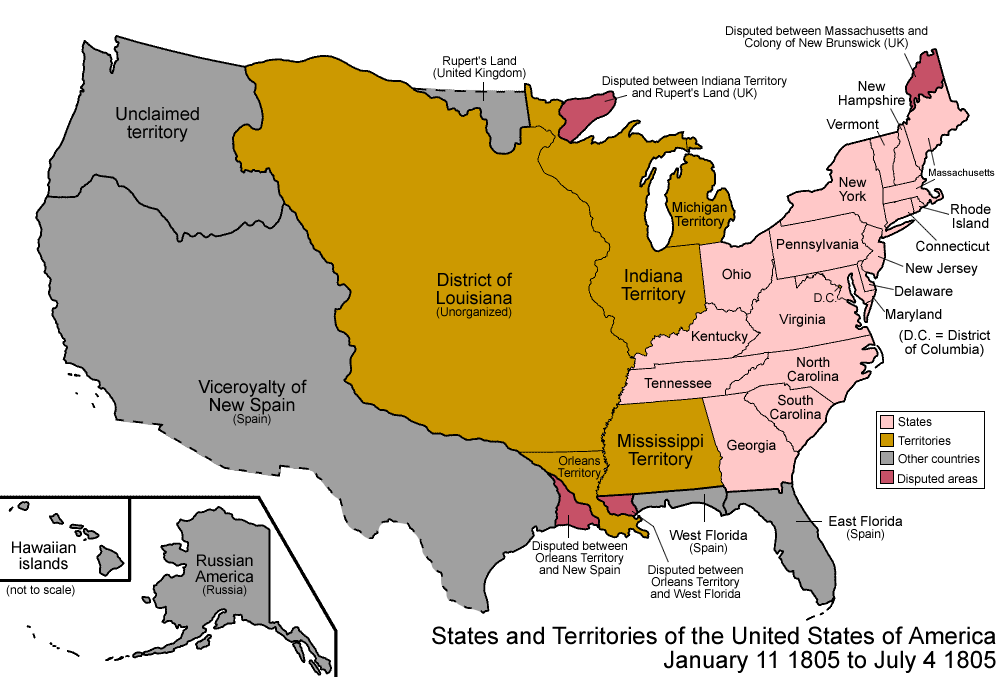
11 janvier 1805 - 4 juillet 1805

- 4 janvier : convention navale entre la France et l'Espagne[1]. Napoléon projette d’envahir le Royaume-Uni avec 200 000 hommes et 2 500 navires, regroupés au camp de Boulogne[2].

- 11 janvier : le Territoire du Michigan est séparé du Territoire de l'Indiana et inclut la totalité de la péninsule inférieure de l'actuel Michigan, mais seulement la pointe est de la péninsule supérieure[3].

- 15 janvier (3 janvier du calendrier julien), guerre russo-persanne : Paul Tsitsianov s’empare de la forteresse de Gandja[4].

- 30 janvier : début du deuxième voyage de l’explorateur britannique Mungo Park[5]. Partit de Gambie le 27 avril, il se rend de nouveau à Bamako, puis à Sansanding, puis meurt noyé dans les rapides de Boussa alors qu’il tentait d’atteindre Tombouctou par le Niger (1806)[6].

## Naissances
- 13 janvier : Paquiro (Francisco Montes), matador espagnol († 4 avril 1851).
- 16 janvier : Melchior Péronard, peintre et graveur français († 20 septembre 1881).

## Décès
- 17 janvier : Abraham Hyacinthe Anquetil-Duperron, orientaliste français (° 7 décembre 1731).
- 23 janvier : Claude Chappe (né en 1763), inventeur français du sémaphore.